# Oecomys concolor
Oecomys concolor är en däggdjursart som först beskrevs av Wagner 1845.  Oecomys concolor ingår i släktet Oecomys och familjen hamsterartade gnagare. IUCN kategoriserar arten globalt som livskraftig. Inga underarter finns listade i Catalogue of Life.
Denna gnagare förekommer i norra Sydamerika i Amazonområdet och i angränsande lågland. Habitatet utgörs av regnskogar.